# Île des Oiseaux
Die Île des Oiseaux (manchmal auch Île aux Oiseaux geschrieben) (deutsch Insel der Vögel) ist eine kleine ungefähr 210 Hektar große unbewohnte Insel der Gemeinde Toubacouta im westafrikanischen Staat Senegal. Sie gehört zum Nationalpark Delta du Saloum und liegt vor der Küste der Îles de Bettenty dem Dorf Bettenty schräg gegenüber. Sie ist als Vogelparadies bekannt.